# Província Kimberlítica Nordestina
A Província Kimberlítica Nordestina, localizada na Bahia, se destaca por conter os corpos kimberlíticos mais estudados do país. Tais ocorrências de kimberlitos, rochas ultrabásicas formadas em grandes profundidades sob alta pressão e representam uma “janela” para observar o manto, podem transportar diamantes da subsuperfície até porções mais rasas da crosta. Os kimberlitos são relacionados às fontes primárias de diamantes, neste caso abrigam a primeira mina de diamantes em rocha fonte na América do Sul, formando a chamada Província Kimberlítica Nordestina, que recebe esse nome devido à sua hospedeira principal: o granodiorito Nordestina. Essas rochas de natureza kimberlítica são o único registro de evento magmático ocorrido no neoproterozóico e trazem consigo cristais do mineral zircão que registra os resquícios da crosta do Arqueano e um provável evento rico em potássio que atua como uma importante fonte de xenocristais de zircão, trapeados e trazidos à superfície pelo magma kimberlítico. Os kimberlitos ocorrem como diques e pipes que se dividem em corpos kimberlíticos chamados de Aroeira, Braúna, Umbu e Icó.

## Intrusões kimberlíticas
Na Província Kimberlítica Nordestina estão localizadas as principais ocorrências kimberlíticas do estado da Bahia, sendo 28 intrusões ígneas no total e que a maioria se encontra no município de Nordestina, observadas pela primeira vez entre os anos de 1991 a 1997.
| Corpo Kimberlítico | Forma do corpo | Unidades encaixantes       |
| ------------------ | -------------- | -------------------------- |
| Aroeira - 01       | Dique          | Complexo Caraíba           |
| Braúna - 01        | Dique          | Complexo Santa Luz         |
| Braúna - 02        | Dique          | Domos de Nordestina        |
| Braúna - 03        | Pipe           | Complexo Santa Luz         |
| Braúna - 04        | Pipe           | Complexo Santa Luz         |
| Braúna - 05        | Dique          | Complexo Santa Luz         |
| Braúna - 06        | Dique          | Complexo Santa Luz         |
| Braúna - 07        | Pipe           | Complexo Santa Luz         |
| Braúna - 08        | Dique          | Domos de Nordestina        |
| Braúna - 09        | Dique          | Granitóides Morro do Lopes |
| Braúna - 10        | Dique          | Domos de Nordestina        |
| Braúna - 11        | Dique          | Granitóides Morro do Lopes |
| Braúna - 12        | Dique          | Complexo Santa Luz         |
| Braúna - 13        | Dique          | Quijingue                  |
| Braúna - 14        | Dique          | Granitóides Morro do Lopes |
| Braúna - 15        | Dique          | Granitóides Morro do Lopes |
| Braúna - 16        | Dique          | Complexo Santa Luz         |
| Braúna - 17        | Dique          | Greenstone Belt Itapicuru  |
| Braúna - 18        | Dique          | Complexo Santa Luz         |
| Braúna - 19        | Dique          | Complexo Santa Luz         |
| Braúna - 20        | Dique          | Granitóides Morro do Lopes |
| Icó - 01           | n.d.           | Complexo Santa Luz         |
| Icó - 02           | n.d.           | Complexo Santa Luz         |
| Umbu - 01          | Dique          | Domos de Nordestina        |

## Magmatismo
O magmatismo kimberlítico que caracteriza a Província Kimberlítica Nordestina (PKN) é manifestado na forma de pipes de forma circular e elíptica e pequenos diques. A disposição dos corpos intrusivos é fortemente controlada por um sistema de falhas e fraturas orientadas aproximadamente na direção N30ºW. Trata-se de magmas com comportamento transicional variável entre kimberlitos, orangeítos e lamproítos. Eles têm em comum o caráter potássico a ultrapotássico, a abundância de voláteis, a incorporação de xenólitos e as proporções variáveis de minerais primários e secundários.
De modo amplo, as rochas da PKN são caracterizadas petrograficamente como inequigranulares e ricas em macrocristais, representados por fenocristais e xenocristais de olivina e flogopita. A matriz é geralmente holocristalina, de granulação fina a média e composição flogopítica comumente com fases de alteração secundária para clorita, serpentina e carbonatos. Os minerais acessórios incluem ilmenita, cromita, perovskita, titanita, zircão, monazita, baddeleyíta, apatita, espinélio, magnetita, hematita, pirita, esfalerita, calcopirita, rutilo, carbonatos e diamante (Santos, 2021).
Segundo proposição de Clement & Skinner, as intrusões da PKN são classificadas como kimberlitos macrocristalinos de fácies hipoabissal. Estas rochas correspondem à zona de raiz do pipe vulcânico, região mais profunda da estrutura que fora exposta após milhões de anos de erosão. Tipicamente se apresentam maciças ou brechadas, com abundante ocorrência de xenólitos mantélicos e crustais, em especial do batólito de Nordestina. Em relação à natureza geoquímica, os kimberlitos da PKN, em especial do Campo Braúnas, são enriquecidos em elementos incompatíveis, com altos teores de Th, Zr e Nb. Também apresentam alta razão La/Nb (0,7 - 1,5), enriquecimento em isótopos Sr-Nd e em Ba. Esta assinatura geoquímica aponta para magmas derivados do manto litosférico, abaixo do cráton São Francisco enriquecido por metassomatismo, com contribuição de fonte astenosférica. Ocorrências similares ocorrem na África do Sul, na Rússia (região de Arkhangelsk) e na Venezuela (região de Guaniamo). Datações radiométricas 206Pb/238U apontam idade de 642 ± 6 Ma para a instalação do magmatismo, que teria ocorrido em função de esforços extensionais relacionados à quebra do supercontinente Rodínia.

## Recursos minerais
Os principais depósitos encontrados nesta província são os depósitos diamantíferos. Esses depósitos estão associados tanto a fontes primárias (kimberlitos), quanto a fontes secundárias (placeres e paleoplacers). O garimpo realizado na área de estudo existe desde o século XIX, nas regiões de Mucugê, Andaraí, Lençóis, Rio de Contas-Piatã, Barra do Mendes e Xique-Xique. Os depósitos de diamantes encontrados nessa região estão ligados a fontes secundárias, associados à metaconglomerados proterozóicos das formações Tombador (Grupo Chapada Diamantina) e Morro do Chapéu (Supergrupo Espinhaço), eles ocorrem no topo da sequência do Supergrupo Espinhaço e com unidades representativas de ambientes flúvio-marinho raso. Estas lavras, algumas ativas por mais de 150 anos, constituíram o segundo polo diamantífero mais importante do Brasil (Nolasco et al., 2001).
Os depósitos diamantíferos provenientes das regiões mais produtoras, tais como Andaraí e Lençóis, no lado leste da Chapada Diamantina, têm características muito distintas em relação àquelas encontradas no kimberlito Salvador-1, e depósitos Canoão e Chapada Velha (ambos no lado oeste da chapada) (Benitez et al. 2010). Os depósitos sedimentares do leste, são marcados pela presença de carbonatos e baixa reabsorção, enquanto os depósitos do kimberlito Salvador-1 possuem intensa reabsorção e corrosão.
Foi feita uma estimativa de reserva na qual foi estimado para um depósito nessa região uma expectativa de reserva de 663 mil quilates de diamantes, sendo 47,67% do tipo gema, 39,78% do tipo industrial/chips e 12,54% do tipo carbonado. Na região de Nordestina, aluviões de algumas drenagens contém quantidade significativa de diamantes. O rio Itapicuru tem registros de ocorrências de diamantes em todo seu médio e baixo curso, provavelmente associados às intrusões do campo Braúna ou a intrusões ainda não identificadas.
Outra área com ocorrências diamantíferas é a bacia do Rio Pardo, localizada a SE do Bloco Jequié, entretanto poucos trabalhos foram desenvolvidos na região. Segundo Watkins (2009), existe também potencial para diamantes offshore em placeres diamantíferos na plataforma continental relacionados à foz dos rios Jequitinhonha e Pardo, no litoral sul da Bahia.

## Contexto geotectônico
A província kimberlítica Nordestina está situada no contexto geotectônico do Cráton São Francisco, na região nordeste da Bahia. As ocorrências kimberlíticas estão relacionadas à formação do Rift Espinhaço, sendo as intrusões principais sintectônicas à orogenia Paleoproterozóica. As intrusões diamantíferas estão localizadas na área da Chapada Diamantina, cujas rochas são pertencentes ao Supergrupo Espinhaço e foram formadas durante a evolução da bacia ensiálica sobre o embasamento do Cráton São Francisco.
Dois grupos de intrusões kimberlíticas são encontrados na região nordeste do Cráton, na Bahia: o Campo Kimberlítico de Salvador (CKS) e o Campo Kimberlítico Braúna (CKB).
O CKS é composto por 6 intrusões kimberlíticas encaixadas em rochas sedimentares das Formações Tombador e Caboclo do Mesoproterozoico.
O CKB abrange 28 intrusões kimberlíticas, concentradas na cidade de Nordestina (e por isso o nome da província). As unidades intrudidas são corpos máfico-ultramáficos arqueanos e paleoproterozóicos, unidades Tonalito Capim, Complexos Santa Luz e Caraíba, dentre outras.